# (815) Коппелия
(815) Коппелия (лат. Coppelia) — астероид главного пояса, открытый 2 февраля 1916 года немецким астрономом Максом Вольфом в обсерватории Гейдельберг и назван в честь «Коппелии», балета, написанного Лео Делибом.

## Сближения
| дата             | а. е.    | расстояний до Луны | небесное тело |
| ---------------- | -------- | ------------------ | ------------- |
| 05.08.2010 23:21 | 0,041396 | 16,1               | Психея        |